# Hypnofobi
Hypnofobi är rädsla för sömn och att somna. Hypnofobi förekommer framför allt i vissa perioder i barnaåren då barnet är upptaget med tankar på döden och döendet, och står då ofta för en rädsla att inte vakna upp igen, alternativt att man ska dö under sömnen. I samband med svåra mardrömmar eller så kallade flashbacks vid posttraumatiskt stressyndrom kan man också se hypnofobi, och då i första hand som en undvikandereaktion där det är rädslan för mardrömmar som ligger bakom oviljan att somna. Man kan även få hypnofobi av att se filmer och bli rädd för dem.